# هوتونیا
هوتونیا (نام علمی: Huttonia palpimanoides) نام یک گونه از شاخه بندپایان است.